# Adiantum deflectens
Adiantum deflectens là một loài thực vật có mạch trong họ Adiantaceae. Loài này được Mart. miêu tả khoa học đầu tiên năm 1834.